# Софі Ворд
Софі Анна Ворд (англ. Sophie Anna Ward; нар. 30 грудня 1964, Лондон) — британська акторка театру, кіно та телебачення, письменниця.

## Життєпис
Народилася 30 грудня 1964 року у Гаммерсміті, Лондон, в родині актора Саймона Ворда (1941—2012) та Александри Малкольм, де була старшою з трьох доньок.
Навчалася танцю у балерини Мерль Парк. Акторську кар'єру розпочала у 10-річному віці. 1982 року з'явилася у короткометражці «Шокуюча випадковість» за однойменним оповіданням Грема Гріна, яка була удостоєна премії Оскар за найкращий ігровий короткометражний фільм. Того ж року знялася у відеокліпі гурту Roxy Music на композицію «Avalon». Її першою помітною роллю стала Елізабет Гарді, кохана Шерлока Холмса, у фільмі «Молодий Шерлок Холмс» (1985). 1988 року зіграла сестру Маргеріту у фільмі «Молодий Трсканіні» Франко Дзефіреллі. Наступного року виконала роль Моллі Кендалл у телефільмі «Карибська таємниця», повнометражному епізоді серіалу «Міс Марпл» з Джоан Гіксон. 1992 року зіграла Ізабеллу Лінтон у фільмі «Буремний перевал» Пітера Космінскі. 1994 року виконала одну з головних ролей у телефільмі «Око, призвичаєне до темряви», сегменті серіалу «Таємниці Барбари Вайн» за творами Рут Ренделл. 2002 року зіграла Дуню Раскольникову у фільмі «Злочин і кара» Менахема Голана. У 2004—2006 роках виконувала роль доктора Елен Трент у британському телесеріалі «Серцебиття». Грала у Glasgow Citizens' Theatre, де найуспішнішими її ролями стали Аманда у «Приватних життях» (за Ноелом Ковардом), королева Єлизавета у «Дон Карлос» та Офелія у «Гамлеті».
1988 року Ворд вступила у шлюб з ветеринарним хірургом Полом Гобсоном. У шлюбі народила двох синів — Натаніель (1989) та Джошуа (1993). Розлучилися 1996 року, коли акторка вступила у зв'язок з Реною Бреннан, американською письменницею корейського походження, з якою одружилася 2014 року.
2020 року видала роман «Кохання та інші мисленнєві експерименти» (англ. Love and Other Thought Experiments), який потрапив до довгого списку номінантів на Букерівську премію того ж року. Її другий роман «Школа» (англ. The Schoolhouse) вийшов 2022 року.

## Особисте життя
Софі Ворд розповіла про свою гомосексуальність у 1996 році.

## Вибрана фільмографія
| Рік       |    | Українська назва                                   | Оригінальна назва                              | Роль                           |
| --------- | -- | -------------------------------------------------- | ---------------------------------------------- | ------------------------------ |
| 1977      | ф  | Повне коло                                         | Full Circle                                    | Кейт Лофтінг                   |
| 1982      | кф | Шокуюча випадковість                               | A Shocking Accident                            | Аманда                         |
| 1983      | ф  | Голод                                              | The Hunger                                     | дівчина у лондонському будинку |
| 1985      | ф  | Повернення в країну Оз                             | Return to Oz                                   | принцеса Момбі II              |
| 1985      | ф  | Молодий Шерлок Холмс                               | Young Sherlock Holmes                          | Елізабет Гарді                 |
| 1987      | ф  | Арія                                               | Aria                                           | у сегменті «Паяци»             |
| 1987      | тф | Казанова                                           | Casanova                                       | Жаклін                         |
| 1988      | ф  | Літня історія                                      | A Summer Story                                 | Стелла Голідей                 |
| 1988      | ф  | Крихітка Дорріт                                    | Little Dorrit                                  | Мінні Міглс                    |
| 1988      | ф  | Молодий Трсканіні                                  | Young Toscanini                                | сестра Маргерита               |
| 1989      | с  | Міс Марпл: Карибська таємниця                      | Ms Marple: A Caribbean Mystery                 | Моллі Кендалл                  |
| 1990      | ф  | Челліні: Злочинне життя                            | Una vita scellerata                            | Сульпіція                      |
| 1990      | ф  | Чернець                                            | The Monk                                       | Матильда                       |
| 1991      | ф  | Сусід (Демон перед моїми очима)                    | L'Homme d'a coté                               | Елен Швейцер                   |
| 1992      | ф  | Музей воскових фігур 2                             | Waxwork 2: Lost in Time                        | Елеонора                       |
| 1992      | ф  | Буремний перевал                                   | Wuthering Heights                              | Ізабелла Лінтон                |
| 1993      | ф  | Випуск 61-го                                       | Class of '61                                   | Шеннен О'Ніл                   |
| 1994      | с  | Таємниці Барбари Вайн: Око, призвичаєне до темряви | The Barbara Vine Mysteries: A Dark-Adapted Eye | Іден                           |
| 1994      | тф | Макгайвер: Втрачені скарби Атлантиди               | MacGyver: Lost treasure of Atlantis            | Келлі Карсон                   |
| 1995      | тф | Сільська справа                                    | A Village Affair                               | Еліс Джордан                   |
| 1996      | ф  | Довге падіння                                      | The Big Fall                                   | Емма                           |
| 1998—1999 | с  | Няня                                               | The Nanny                                      | Джоселін Шеффілд               |
| 1999      | с  | Хрестовий похід                                    | Crusade                                        | Ізабелла                       |
| 2002      | ф  | Злочин і кара                                      | Crime & Punishment                             | Дуня Раскольникова             |
| 2003      | ф  | Плесо                                              | Out of Bounds                                  | Вероніка Ван Г'юет             |
| 2003      | ф  | Ніхто не знає нічого!                              | Nobody Knows Anything!                         | Клер Говард                    |
| 2004—2005 | с  | Серцебиття                                         | Heartbeat                                      | Елен Трент                     |
| 2009      | ф  | Книга крові                                        | Book of Blood                                  | Мері Флореску                  |
| 2009—2011 | с  | Робітниці                                          | Land Girls                                     | леді Елен Гокслі               |
| 2011      | ф  | Джейн Ейр                                          | Jane Eyre                                      | леді Інгрем                    |
| 2012      | ф  | Державна таємниця                                  | Secret State                                   | Розі Міллер                    |
| 2014      | с  | Лікарі                                             | Doctors                                        | Саша Арнольд                   |
| 2016      | с  | Місячний камінь                                    | The Moonstone                                  | леді Веріндер                  |
| 2020      | ф  | Направо                                            | Swiperight                                     | Ада Марч                       |
| 2020      | тф | Ідеальне королівське Різдво                        | Picture Perfect Royal Christmas                | королева Глоріана              |